# ソフトマジック
ソフトマジックは、かつて東京都渋谷区千駄ヶ谷に存在した日本の出版社。創業者は元青林堂『ガロ』編集者の山ノ井靖。
編集プロダクションとしてスタートし、コアマガジンや青林工藝舎との結び付きが強かった。笠間しろうなど、かつてのアダルト劇画の復刻がヒットし、出版社として独立する。コンピュータ関連書籍、健康書籍や性的表現を一部含むライトノベル・ジュブナイルポルノやサブカルチャーなどのジャンルに強く、また自費出版などをサポートする事業、ソフトウェア、Webサイト開発なども行う出版社であった。2005年5月25日倒産。代表取締役も自己破産した。